# Tesigele
Tesigele ist ein osttimoresischer Ort im Suco Opa (Verwaltungsamt Lolotoe, Gemeinde Bobonaro).
Die kleine Gruppe Häuser liegt im Südosten der Aldeia Tepa, auf einer Meereshöhe von 997 m. Eine Straße, die die Aldeia in West-Ost-Richtung durchquert, führt durch Tesigele. Nordwestlich befindet sich das Dorf Tepa (Tepu) und nordöstlich die kleine Siedlung Gulumugun. Südlich erheben sich die Berge Tefawa (1275 m) und Lolo Penel (1261 m).